# Komonice nejvyšší

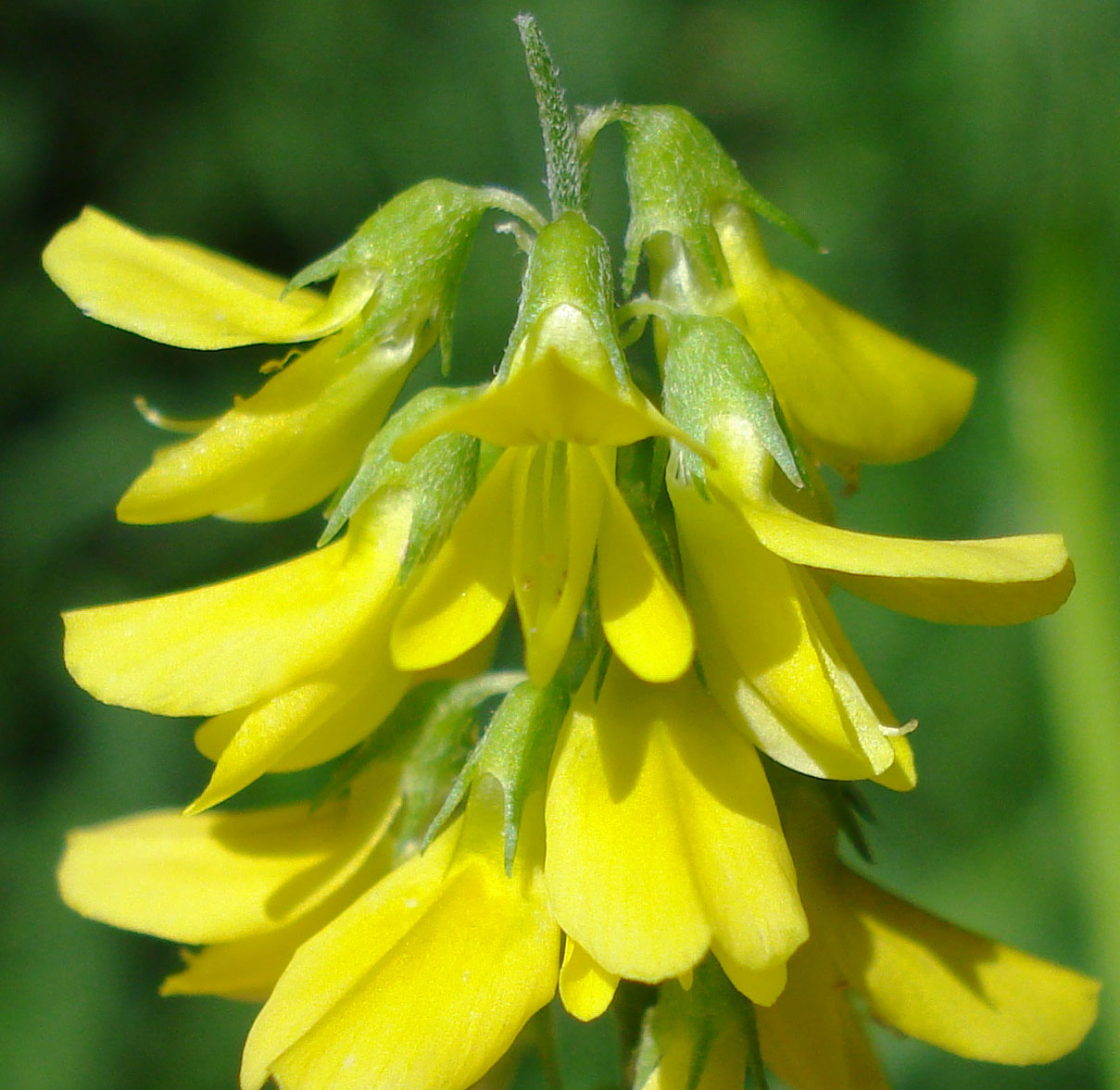
Květy

Komonice nejvyšší (Melilotus altissimus) je statná, až 150 cm vysoká, žlutě kvetoucí bylina vlhkých míst. Přestože patří k původním rostlinám české přírody, v závislosti na úbytku vhodných stanovišť počty jejích kvetoucích jedinců postupně klesají. Je proto v "Červeném seznamu cévnatých rostlin České republiky z roku 2012" zařazena mezi ohrožené druhy (C3).

## Výskyt
Rozšířena je převážně jen v Evropě. Za nepůvodní je považována na okrajích Evropy, např. na Britských ostrovech, Islandu a ve východní části evropského Rusku. Nevelké arely jsou i ve Střední Asii. Zavlečena byla na jihovýchod Kanady a severovýchod Spojených států amerických.
V České republice rostla v minulosti roztroušeně na velké části území, dnes je mnoho tradičních lokalit zaniklých. Hojně se vyskytuje v Českém Středohoří, Polabí, okolo Horažďovic, na severovýchodní Moravě a v  Bílých Karpatech.

## Ekologie
Roste na vlhkých loukách a pastvinách, okolo pramenišť, v křovinách u vodních nádrží a toků, druhotně také na naplaveninách, podél cest i přímo v obcích na lidmi ovlivňovaných stanovištích. Potřebuje střídavě vlhká místa s půdou bohatou na živiny, která může být i částečně zasolená. Vyskytuje se od nížin po pahorkatiny, ve vyšších polohách se objevuje řídce; upřednostňuje slínovcová podloží, hlavně opuku. Kvete od července do září. Ploidie druhu je 2n = 16.

## Popis
Dvouletá rostlina vypouštějící ve druhém roce z listové růžice přímou lodyhu vysokou 50 až 150 cm. Vyrůstá z kůlovitého, až 60 cm (v lehkých půdách i přes 1 metr) dlouhého a 5 cm tlustého kořene, jenž má výrůstky se symbiotickými bakteriemi jímající vzdušný dusík. Lodyha je bohatě větvená, pevná, tupě hranatá, mělce rýhovaná, lysá a často nafialovělá nebo načervenalá. Porostlá je řapíkatými, trojčetnými listy se 7 až 14 páry postranních žilek. Lístky bývají čárkovité, úzce podlouhlí či obkopinaté, dlouhé 20 až 40 mm a široké 5 až 10 mm, po obvodě jemně pilovité až celokrajné, na vrcholu okrouhlé, oboustranně lysé a sytě zelené; prostřední lístek má oproti krajním delší řapíček. Na bázi listu vyrůstá pár šídlovitých palistů 5 až 10 mm dlouhých.
Četná úžlabní hroznovitá květenství vystupují na stopkách v ostrém úhlu od hlavní osy. Květenství je tvořeno 20 až 70 nicími, zlatožlutými, oboupohlavnými, 5 až 7 mm velkým květy, v době kvetení bývá stopka květenství dlouhá 2 až 8 cm a po odkvětu se prodlužuje. Zvonkovitý kalich je 2 mm dlouhý, zelený, lysý a šídlovité zuby má stejně dlouhé jako kališní trubku. Žlutá koruna je 6 mm dlouhá, obvejčitou pavézu má hnědě pruhovanou a stejně dlouhou jako člunek i křídla. Chlupatý semeník obsahuje dvě nebo tři vajíčka. Květy jsou opylovány hmyzem slétajícím se za nektarem.
Plod je široce eliptický lusk asi 5 mm dlouhý a 2,5 mm široký, je tmavě hnědý, chlupatý a na konci má delší špičku. Obsahuje jedno až dvě matná, 2,5 mm velká srdčitá semena barvy zelenožluté až žlutohnědé. Hmotnost tisíce semen činí asi 2 gramy. Rostliny se rozmnožují semeny, z nichž mnohé mají velmi tvrdé osemení a bez umělé skarifikace nemohou nabobtnat a velmi těžko klíčí.
Na prvý pohled je podobná komonici lékařské, která se odlišuje lysými semeníky, menšími a lysými lusky a světlejší barvou květů.

## Význam
Komonice nejvyšší se někdy sbírá místo léčivé komonici lékařské, přestože se jedná o ohroženou rostlinu, obě totiž obsahují podobné léčivé látky. Její nať má léčivé účinky proti křečovým žilám, hemeroidům, nespavosti i dalším nervovým poruchám. Je také považována za dobrou medonosnou rostlinu. Obsahuje kumarin, který se sušením mění na dikumarin s intenzivní typickou vůni sena a odpuzuje šatní moly.
Navzdory latinskému i českému jménu není nejvyšší, komonice lékařská i bílá mohou být na jednom stanovišti stejně vysoké nebo ji dokonce převýšit.